# Taiwanische Badmintonmeisterschaft 1995
Die Taiwanische Badmintonmeisterschaft der Saison 1994/1995 war die 40. Auflage der nationalen Titelkämpfe von Taiwan im Badminton. Die Meisterschaft fand Mitte Dezember 1994 statt.

## Titelträger
| Disziplin    | Sieger                    |
| ------------ | ------------------------- |
| Herreneinzel | Ting Chih-chen            |
| Dameneinzel  | Chan Ya-lin               |
| Herrendoppel | Lee Sung-yuan Wei Chun-yi |
| Damendoppel  | Lee Suh-ling Ko Hsin-lin  |
| Mixed        | Feng Hung-yun Chan Ya-lin |